# Ішимбайський район
Ішимба́йський райо́н (рос. Ишимбайский район, башк. Ишембай районы) — адміністративна одиниця Республіки Башкортостан Російської Федерації.
Адміністративний центр — місто Ішимбай. Символом району, зображеним на його гербі та прапорі, є гора Торатау.

## Населення
Населення району становить 86245 осіб (2019, 91301 у 2010, 95805 у 2002).
Динаміка національного складу населення району:
| Рік  | башкири % | татари % | росіяни % |
| ---- | --------- | -------- | --------- |
| 1970 | 64%       | 7%       |           |
| 1979 | 69%       | 6%       |           |
| 1989 | 70%       | 7%       |           |
| 2002 | 72%       | 6%       | 17%       |

## Адміністративно-територіальний поділ
На території району міське поселення та 13 сільських поселень, які називаються сільськими радами:
| Поселення                       | Площа, км² | Населення, осіб (2002) | Населення, осіб (2010) | Населення, осіб (2019) | Центр           | Населені пункти |
| ------------------------------- | ---------- | ---------------------- | ---------------------- | ---------------------- | --------------- | --------------- |
| Ішимбайське міське поселення    | 103,47     | 70195                  | 66259                  | 64307                  | Ішимбай         | 1               |
| Арметовська сільська рада       | 67,02      | 1288                   | 972                    | 756                    | Нижньоарметово  | 2               |
| Байгузінська сільська рада      | 140,52     | 1630                   | 1854                   | 1785                   | Кінзебулатово   | 7               |
| Верхоторська сільська рада      | 262,84     | 982                    | 1092                   | 933                    | Верхотор        | 3               |
| Іткуловська сільська рада       | 662,67     | 1913                   | 1880                   | 1567                   | Верхньоіткулово | 7               |
| Ішеєвська сільська рада         | 201,46     | 3293                   | 3379                   | 3207                   | Ішеєво          | 8               |
| Кузяновська сільська рада       | 387,80     | 974                    | 955                    | 769                    | Кузяново        | 4               |
| Кулгунінська сільська рада      | 894,78     | 1358                   | 1272                   | 1067                   | Кулгуніно       | 6               |
| Макаровська сільська рада       | 565,02     | 1515                   | 1633                   | 1362                   | Макарово        | 6               |
| Петровська сільська рада        | 204,73     | 5144                   | 4827                   | 4226                   | Петровське      | 11              |
| Сайрановська сільська рада      | 146,86     | 2728                   | 2752                   | 2238                   | Новоаптіково    | 6               |
| Скворчихинська сільська рада    | 216,72     | 1002                   | 986                    | 874                    | Скворчиха       | 11              |
| Урман-Бішкадацька сільська рада | 160,60     | 2599                   | 2444                   | 2380                   | Урман-Бішкадак  | 10              |
| Янурусовська сільська рада      | 91,57      | 1184                   | 996                    | 774                    | Янурусово       | 5               |

## Найбільші населені пункти
| №  | Населений пункт | Населення, осіб (2002) | Населення, осіб (2010) |
| -- | --------------- | ---------------------- | ---------------------- |
| 1  | Ішимбай         | 70 195                 | 66 259                 |
| 2  | Петровське      | 2 759                  | 2 580                  |
| 3  | Новоаптіково    | 1 445                  | 1 421                  |
| 4  | Кінзебулатово   | 950                    | 1 058                  |
| 5  | Макарово        | 966                    | 1 019                  |
| 6  | Ішеєво          | 986                    | 1 000                  |
| 7  | Ахмерово        | 963                    | 984                    |
| 8  | Верхньоіткулово | 879                    | 888                    |
| 9  | Кузяново        | 866                    | 847                    |
| 10 | Верхотор        | 756                    | 818                    |